# Rowley Island
Rowley Island – niezamieszkana wyspa arktyczna w regionie Qikiqtaaluk, na terytorium Nunavut, w Kanadzie. Leży w Basenie Foxe’a, powierzchnia wyspy wynosi 1090 km².
Na terytorium wyspy rozlokowane są stacje Distant Early Warning Line i Automatycznej Sieci Obserwacji Powierzchniowych.
Nazwa wyspy pochodzi od nazwiska Grahama Westbrooka Rowleya – badacza Arktyki.